# Teenland (2014)
Teenland ist ein dänischer Kurzfilm der Regisseurin Marie Grahtø Sørensen aus dem Jahr 2014.

## Handlung
Teenland ist eine Anstalt, in der Jugendliche mit übernatürlichen Kräften behandelt werden. Die Jugendliche Sally lebt dort, nachdem sie am Tag vor ihrer Konfirmation durch die Kraft ihrer Gedanken ihre Familie tötete. Sie hält sich selbst deshalb für ein Monster und will ihre Kräfte nicht mehr nutzen.
Eines Tages lernt sie Ting-e-Ling kennen, mit der sie sich anfreundet. Ting-e-Ling hilft Sally ihre Kräfte zu akzeptieren, und gemeinsam rebellieren die Mädchen gegen die Behandlung in Teenland.

## Hintergrund
Teenland wurde im Juni 2014 in Kopenhagen gedreht. Der Film wurde von der Filmförderung Hamburg Schleswig-Holstein gefördert und gemeinsam von der dänischen Beofilm und der deutschen Heimathafen Film produziert. Er wurde im November 2014 in Dänemark veröffentlicht.

## Auszeichnungen
Robert Festival 2015
- Nominierung in der Kategorie Årets lange fiktion/animation für Amalie Lyngbo Hjort und Marie Grahtø Sørensen

South by Southwest Film Festival 2015
- Nominierung für den Grand Jury Award in der Kategorie Narrative Short für Marie Grahtø Sørensen